# Meysam Emeli
Meysam Emeli, né le 4 avril 1987 est un coureur cycliste iranien.

## Palmarès
- 2008
  - 4eb étape du Taftan Tour